# Will Hildreth
Wilfred Reginald „Will” Hildreth (ur. 1 lipca 1896 w Colaba w Bombaju, zm. w 1979 w Surrey) – indyjski lekkoatleta, uczestnik LIO 1924.
Brał udział w Igrzyskach w Paryżu, gdzie biegał na krótkie dystanse. Wystartował w biegu na 100 m (odpadł w eliminacjach) oraz na 200 metrów (tam też odpadł w eliminacjach). 
Jego syn Peter Burke Hildreth (1924–2011) także był lekkoatletą, płotkarzem i medalistą mistrzostw Europy.

## Wyniki
| Dystans | Eliminacje                         | Ćwierćfinał   | Półfinał      | Finał         | Finał |
| Dystans | Eliminacje                         | Ćwierćfinał   | Półfinał      | Wynik         |       |
| ------- | ---------------------------------- | ------------- | ------------- | ------------- | ----- |
| 100 m   | 4. miejsce w biegu kwalifikacyjnym | Nie awansował | Nie awansował | Nie awansował |       |
| 200 m   | DNF                                | Nie awansował | Nie awansował | Nie awansował |       |